# Microrhopala vittata
Espèce
La hispine de la verge d'or (latin : Microrhopala vittata, anglais : Goldenrod leaf miner) est une petite espèce commune de coléoptères de la famille des Chrysomelidae. Présent en Amérique du Nord, cet insecte phytophage vit dans les champs, les prairies, les cultures et autres endroits ensoleillés.

## Description
Sa livrée est noir verdâtre, le pronotum et la tête rouge. Ses élytres sont grossièrement ponctués, luisants, et ornés de deux bandes longitudinales orange à vermillon. Le limbe des élytres présente une légère inflexion vers la partie postérieure. 

## Alimentation
L'adulte s'alimente de nombreuses espèces de plantes, notamment la verge d'or et autres Asteraceae.

## Galerie

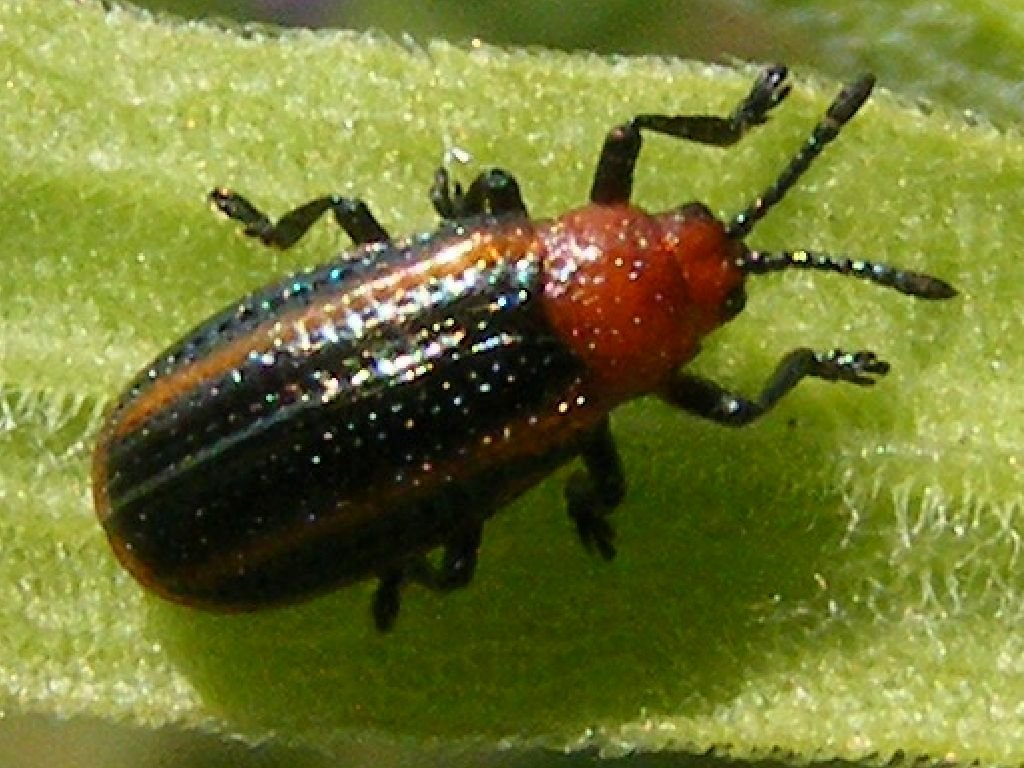
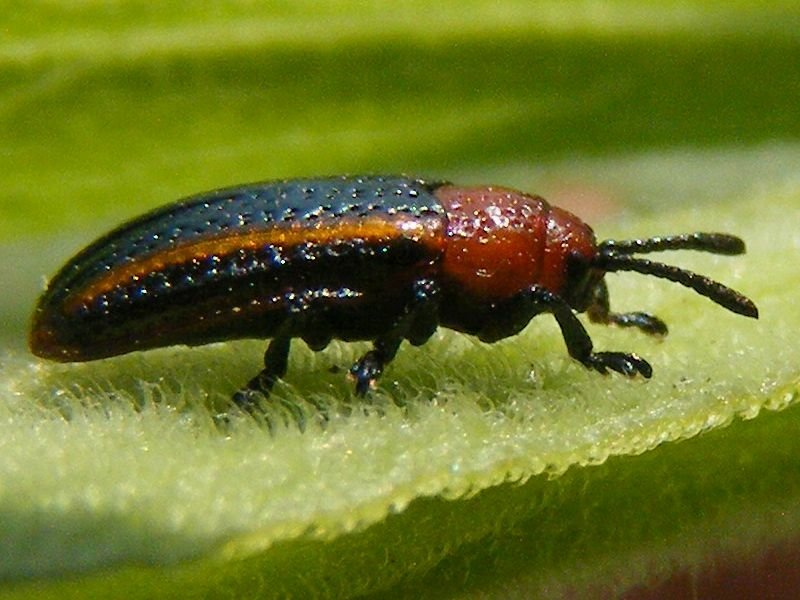
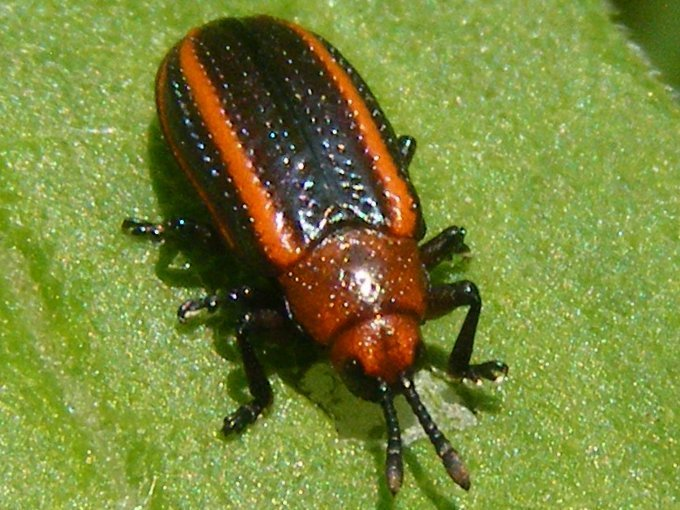